# Kurigepalli, Srinivaspur
Kurigepalli là một làng thuộc tehsil Srinivaspur, huyện Kolar, bang Karnataka, Ấn Độ.